# Bolesław 1. den Høje
Bolesław 1. den Høje (polsk: Bolesław I Wysoki, tysk: Boleslaus der Lange, omkring 1127 – 7. eller 8. december 1201) var schlesisk hertug, der regerede i hertugdømmet Wrocław fra 1163 til sin død.
Bolesław var ældste søn af Władysław 2., ærkehertug af Polen, og hustruen Agnes af Babenberg, datter af markgreve Leopold 3. af Østrig og halvsøster til kong Konrad 3. af Tyskland.

## Opvækst
Bolesław tilbragte sin barndom ved hoffet hos sin farfar Bolesław 3. af Polen i Płock. Efter farfarens død i 1138 flyttede Bolesław med sine forældre til Kraków, som blev hovedstad i Seniorprovinsen, som hertugdømmet Kraków kom til at hedde under hans fars regering. Hans titel var ærkehertug og lensherre af Polen.
Władysław fik en meget kort og stormfuld regeringstid. Problemerne begyndte, da ærkehertugen forsøgte at fjerne sine halvbrødre fra hans landområder. Ifølge krønikeskriveren Wincenty Kadłubek var konfrontationerne mellem brødrene i høj grad anstiftet af Władysławs hustru, Agnes, der mente, at hendes mand som den ældste bror havde retten til at være enehersker over hele landet. På den anden side frygtede Salomea af Berg, enke efter Bolesław 3. og stedmor til Władysław, som gjorde de største anstrengelser for at skabe alliancer med udenlandske herskere for at sikre sine egne sønners magt, at disse sønner ville blive rykket ned i magtfølgen for at skabe plads til Władysławs sønner, Bolesław og hans lillebror Mieszko.
Konflikten brød ud i lys lue i 1141, hvor Salomea uden ærkehertugens vidende besluttede at give Łęczyca til sine sønner og desuden bortgifte sin yngste datter Agnes til en søn af Vsevolod 2., prins af Kijev. Władysław kom hende imidlertid i forkøbet og tilbød Vsevolod adskillige politiske fordele, hvorpå Bolesław blev gift med Vsevolods datter, Zvenislava i 1142.

## Rejse til Rutenien
Alliancen mellem Polen og Rutenien, hvortil Kiev hørte, viste sig snart at være af stor betydning i striden mellem ærkehertugen og hans stedbrødre. Denne strid gik ind i sin afgørende fase efter Salomeas død i 1144. Der var udsigt til snarlig sejr over Władysław for hans modstandere på grund af militær overlegenhed, men Władysław var alligevel så sikker på at vinde på hjemmebanen, at han sendte Bolesław til Kiev for at hjælpe sin svigerfar i et oprør mod ham.
Imidlertid blev Bolesławs rejse til Kiev ikke nogen succes, idet Vsevolod døde af sygdom, hvilket skabte stor forvirring i landet. I det for Polen så kritiske år 1146 måtte Bolesław hastigt vende hjem for at hjælpe sin far. De få tropper, han kunne samle, var dog ikke nok til at redde Władysław, som blev fuldstændig besejret af sine stedbrødre. Den afsatte ærkehertug undslap med sin familie til Bøhmen, hvor de søgte tilflugt i Prag hos hertug Vladislaus 2.

## Mislykket forsøg på at genvinde magten
Efter kort tid i Bøhmen rejste Władysław og hans familie videre til Tyskland, hvor kong Konrad 3. (halvsøster til Agnes) viste gæstfrihed og tilbød hjælp til at genvinde magten i Polen. I begyndelsen så det ud til, at eksilet blot ville vare få måneder, men hastværket og manglende forberedelser samt problemer med at komme over Oder betød, at Władysławs modstandere var for stærke for ham. Konrad gav derpå Władysław og familien den sachsiske by Altenburg som midlertidig residens, men den endte med at blive permanent for Bolesławs forældre.

## Ridder ved hoffene hos Konrad og Frederik Barbarossa
Bolesław blev snart træt af det stille liv i Altenburg, og han drog derfor til hoffet hos Konrad, der var hans protektor. Her blev den unge polske prins del af Tysklands mange politiske sager. I 1148 sluttede han sig til det andet korstog sammen med Konrad, og på denne tur kom han til blandt andet Konstantinopel og det hellige land.
Konrad 3. døde i 1152 uden at have hjulpet Władysław og hans familie tilbage til Polen. Hans efterfølger var hans energiske nevø Frederik Barbarossa, som Bolesław stort set straks sluttede sig til. Den nye tyske regent valgte ikke at fuldføre Konrads løfte til sin polske familie, men drog i stedet til Rom for at lade sig krone til kejser af det tysk-romerske rige. Bolesław fulgte med på denne tur.

## Frederik Barbarossas togt til Polen
Det blev først i 1157, at den nye kejser tog på togt til Polen. Det vides ikke, om Władysław eller Bolesław var med på togtet. Uanset hvad, så betød togtet en militær sejr til Frederik over ærkehertug Bolesław 4., men det fik ikke det ønskede resultat for Władysław, idet Frederik besluttede at lade Bolesław 4. fortsætte som regent sammen med de øvrige unge hertuger af Polen. Få måneder efter, 30. maj 1159, døde Władysław i Altenburg.

## Genindførelsen af den schlesiske arvefølge
Trods sin utilfredshed med den måde, som kejseren havde behandlet hans familie, fortsatte Bolesław i tjeneste hos Frederik Barbarossa og deltog i mange af dennes krige. I årene 1158-62 var han med på ekspeditioner til Italien, hvor han vandt hæder efter at have dræbt en berømt italiensk ridder ved Milano.
Bolesławs trofaste tjeneste for kejseren blev omsider belønnet i 1163, hvor Barbarossa – denne gang ad diplomatiske kanaler – endelig fik genvundet magten for Władysławs efterkommere i Schlesien. Årsagen til, at Bolesław 4. accepterede at lade disse komme tilbage, var, at han derved håbede på at kunne holde kejseren langt væk fra Polen. Han besluttede dog at fastholde magten over de vigtigste byer i Schlesien, heriblandt Wrocław, Opole, Racibórz, Głogów og Legnica.
Efter næsten seksten års eksil kunne Bolesław nu vende tilbage til Schlesien sammen med sine ældste børn Jarosław og Olga, hans anden hustru Christina (Zvenislava var død omkring 1155) og hans lillebror Mieszko. Den yngste bror Konrad forblev i Tyskland.
Bolesław og Mieszko regerede i begyndelsen sammen i hertugdømmet Wrocław og to år senere, i 1165, tog de store schlesiske byer tilbage, som ærkehertugen gav dem, hvorved de havde kontrol over hele Schlesien. Det var dog den ældste bror Bolesław, der i praksis sad på magten. Tre år efter at have fået kontrol over Schlesien følte Bolesław sig stærk nok til at tage på hævntogt mod ærkehertug Bolesław 4. for at få magten over hele Polen.

## Mieszkos oprør
Bolesławs udøvelse af magten på sin lillebrors bekostning førte i 1172 til dennes oprør. Det gav stor opstandelse i hertugfamilien, da Mieszko valgte at støtte Bolesławs ældste søn, Jarosław, som dennes stedmor Christina ellers via intriger havde få placeret som præst, så hendes egenfødte sønner kunne blive arvinger. Oprøret kom som en komplet overraskelse for Bolesław, der blev tvunget til at flygte til Erfurt i Tyskland. Denne gang valgte Frederik Barbarossa at støtte ham med en stor militæraktion for at genvinde hertugdømmet til Bolesław. Den polske ærkehertug sendte sin bror Mieszko 3. på mission til kejseren for at forsøge at holde ham væk fra Polen. Mieszko gav Frederik 8000 sølvstykker og et løfte om at genindsætte Bolesław, der derpå vendte hjem igen i 1173. Han blev forsonet igen med sin bror og sin søn, men måtte finde sig i at opdele Schlesien, så hans bror Mieszko 4. fik hertugdømmet Racibórz og hans søn fik hertugdømmet Opole.

## Oprør mod Mieszko 3.
Fire år senere så det ud som om Bolesław kunne nå sit livs mål ved at genvinde Seniorprovinsen og dermed få ærkehertugtitlen. Sammen med sin onkel Kasimir 2. den Retfærdige og hans fætter Odon, søn af Mieszko 3., forsøgte han et kup mod Mieszko 3. for at fjerne ham fra magten. Kuppet blev støttet af Lillepolen, hvor Kasimir havde god støtte, og snart efter også Storepolen, hvor Odon havde støtte. Imidlertid faldt Bolesławs bror og søn ham i ryggen, hvorpå Kasimir i stedet blev udnævnt til ærkehertug. Med Kasimirs støtte kunne han dog vende tilbage til sit hertugdømme uden større problemer i 1177. Han blev dog tvunget til at at afgive hertugdømmet Głogów til sin yngste bror Konrad.

## Tilbagetrækning fra politik
Dette nederlag ændrede udsigterne for Bolesław. Han blev nu i sit hertugdømme og koncentrerede sig om at regere dette. Da hans bror Konrad døde i 1190, kunne han få Głogów tilbage til sit eget hertugdømme.
I de sidste år af sin regeringsperiode koncentrerede Bolesław sig om økonomiske og handelsmæssige aktiviteter. Der kom efterhånden flere tilflyttere fra fattige tyske områder til Wrocław. Den politiske linje blev fortsat af hans søn Henrik 1. den Skæggede. Han fik grundlagt et cistercienserkloster i Lubiąż sammen med munke fra Pforta; klosteret blev hertugernes begravelsesplads

## Sidste år
For at sikre sit område mod andre prinser af Piast-slægten fik Bolesław pave Innocens 3. til at udstede en beskyttende pavebulle. I sin alderdom blev han forsonet med sin søn Jarosław, der var blevet udnævnt til biskop af Wrocław. Dette skridt betød, at han efter Jarosławs død i marts 1201 kunne få Opole tilbage til sit hertugdømme. Dette fik han dog ikke så megen glæde af, da han selv døde omkring ni måneder senere på sit slot i Leśnica. Han blev begravet i klosteret i Lubiąż.